# Stand-uppoetry
Stand-uppoetry is een de Verenigde Staten afkomstige term die gebruikt wordt voor performancepoëzie. 
Deze term circuleert in het Engelse taalgebied sinds 1962, toen de Amerikaanse dichter Edward Field de bundel "Stand Up, Friend, With Me" uitbracht.
Charles Harper Webb, schrijver en professor in de Engelse letterkunde aan de California State University, was in 1994 de samensteller van het standaardwerk "stand-uppoetry: the anthology" waarvan hij in 2002 een uitgebreidere versie uitbracht onder de titel "stand-uppoetry: an expanded anthology".  
In zijn inleiding vertelt Charles Harper Webb wat volgens hem de criteria voor stand-uppoetry moeten zijn: toegankelijke teksten die geschikt zijn voor voordracht, maar die, in tegenstelling tot teksten van poetry slammers niet uitsluitend op de voordracht gericht zijn. stand-uppoetry moet volgens hem ook op papier beklijven. Verder is stand-uppoetry volgens Harper Webb niet pretentieus en niet van humor gespeend. Ook zou stand-uppoetry zich kenmerken door natuurlijk, ongekunsteld taalgebruik.
Harper Webb acht de Beat Poets belangrijke voortrekkers in dit genre.
Behalve pionier en veroorzaker Edward Field zijn onder meer Charles Bukowski, Stephanie Brown, Edward Hirsch, Lucille Clifton, Billy Collins en Lawrence Raab vertegenwoordigd in deze bloemlezing, die in totaal 101 auteurs omvat.
Ofschoon Charles Harper Webb stand-uppoetry niet hetzelfde vindt als Poetry Slam wordt deze term in het slamcircuit al gauw overgenomen. In dit circuit staat stand-uppoetry vooral voor de omstandigheden waaronder een slammer in korte tijd het publiek moet zien te veroveren. Deze situatie is immers vergelijkbaar met die van een stand-upcomedian.
In Nederland wordt de term stand-uppoetry begin jaren negentig geïntroduceerd door de Tilburgse dichter/performer Ko de Laat. Sinds zijn podiumdebuut krijgt de dichter namelijk regelmatig te horen van toeschouwers dat de wijze waarop hij zijn gedichten  aan elkaar praat en improviseert sterk doet denken aan stand-upcomedy, een fenomeen dat op dat moment in Nederland sterk in opkomst is. 
Ko de Laat lanceert hierop voor zijn voordracht de benaming stand-uppoetry, niet wetend dat deze term in de Verenigde Staten ook al circuleert.
In Nederland loopt De Laat in feite iets te ver op de trend vooruit. De term gaat door zijn toedoen wel enigszins circuleren, maar deze wordt pas echt gemeengoed aan het begin van de eenentwintigste eeuw, wanneer de Poetry Slam in Nederland doordringt.
Inmiddels wordt stand-uppoetry in Nederland gebruikt als verzamelnaam voor poëzievoordrachten die meer behelzen dan alleen voorlezen.
In dat opzicht is het eigenlijk een synoniem geworden voor termen waarmee men in de jaren tachtig podiumdichters aanduidde, zoals popdichters, punkdichters en performing poets.
Hedendaagse performers die in het Nederlands taalgebied onder de noemer stand-uppoetry vallen dan wel zich zo afficheren, zijn, buiten Ko de Laat, onder meer Stijn Vranken, Sacha De Backer, Eric van Hoof, Edwin de Voigt en Upperfloor. 